# Freineda
Freineda es una freguesia portuguesa del concelho de Almeida, con 28,80 km² de superficie y 269 habitantes (2001). Su densidad de población es de 9,3 hab/km².